# Voces contra la globalización
Voces contra la globalización es un programa 
documental de 7 capítulos que emitió semanalmente TVE entre 2006 y 2007 en La 2. Personalidades que son autoridades en la materia como catedráticos, artistas, políticos, activistas y sacerdotes dan sus opiniones, comentan hechos, e ilustran al telespectador sobre la problemática de la globalización.

## Sinopsis por capítulos
- Los amos del mundo: se trata del segundo poder establecido en el planeta: las empresas y sus relaciones con la sociedad. Las cuales tienen hoy día más poder que muchos gobiernos, debido a que su ánimo de lucro les ha llevado a atesorar más capital.
- La estrategia de Simbad: se habla del problema de la inmigración y sus causas
- El mundo de hoy: habla sobre el negocio de la guerra fundamentada en el miedo y sobre la administración Bush respecto a la guerra de Irak.
- Un mundo desigual: relata las injusticias del sistema actual y cuestiona su falta de ética aportando cifras de muertes por hambre, entre otros.
- Camino de la extinción: donde hace referencia a la demente actitud de la sociedad económica.
- La larga noche de los 500 años: habla sobre los pueblos indígenas de América Latina haciendo referencia al Ejército Zapatista de Liberación Nacional.
- El siglo de la gente: el capítulo más alegre, donde se muestran movimientos ciudadanos organizativos como el Foro Social Mundial, y además, se plantea que otro mundo es más necesario que posible.

## Personalidades destacadas
Cincuenta y cuatro (54) personalidades opinan en la serie. Algunos de los más destacados son:
- Eduardo Galeano, escritor, poeta, periodista (Uruguay).
- Manu Chao, músico (Francia).
- Susan George, vicepresidenta de Attac.
- Jean Ziegler, relator de Naciones Unidas para la alimentación.
- José Saramago, escritor (Portugal).
- José Bové, activista francés.
- Carlos Taibo, profesor de ciencias políticas.
- Adolfo Pérez Esquivel, premio Nobel de la Paz (Argentina).
- Ignacio Ramonet, director de Le Monde Diplomatique.
- Vittorio Agnoletto, Foro Social de Génova.
- Federico Mayor Zaragoza, presidente de Fundación para una Cultura de Paz.
- Sami Naïr, politólogo.
- Jeremy Rifkin, economista estadounidense.
- Ramón Fernández Durán, ecologista español.
- David Held, británico, analista de la globalización.
- François Houtart, belga y director del Centro Tridimensional.
- Daniela Sánchez, costarricense , prestigiosa politóloga
- Pedro Casaldáliga, obispo, teólogo y poeta
- Giovanni Sartori, italiano, prestigioso politólogo

## Capítulos
- Los Amos del Mundo en Vimeo

- La Estrategia de Simbad en Vimeo

- El Mundo de Hoy en Vimeo

- Un Mundo Desigual en Vimeo

- Camino de la Extinción en Vimeo

- La Larga Noche de los 500 Años en Vimeo

- El Siglo de la Gente en Vimeo